# Norah Amsellem
Norah Amsellem es una soprano francesa nacida en París de destacada actuación como intérprete de ópera italiana y francesa.
Estudió arpa y piano antes de pertenecer al coro de Radio France. Participó en programa Merola de la Ópera de San Francisco. Recibió su Bachillerato en artes en la Universidad de Princeton con perfeccionamiento en el Programa Lindemann del Met, en la Juilliard School de Nueva York, y con Lorraine Nubar y Renata Scotto.
Se destaca por sus interpretaciones en los roles de Violetta en La Traviata de Verdi, Mimí y Musseta en La Boheme de Puccini, Gilda en Rigoletto, Liu en Turandot, Manon de Massenet, Norina en Don Pasquale, Adina en L'elisir d'amore, Julieta en Romeo y Julieta de Gounod, Leila en Los pescadores de perlas, y Micaela en Carmen de Bizet con la que saltó al estrellato internacional.
Ha actuado en el Metropolitan Opera de Nueva York, La Scala, la Ópera de San Francisco, Covent Garden, Wiener Staatsoper, Múnich, Berlín, París, el Liceo de Barcelona, Teatro Real de Madrid, en Buenos Aires (Teatro Colón), Génova, Bolonia, Florencia, Santiago de Chile, Seattle, Palm Beach y otras plazas líricas.

## Discografía
- Bizet: Carmen / Pappano (DVD)
- Debut - Mélodies Françaises - Debussy - Baldwin
- Puccini: La Bohème / Spano
- Verdi: La Traviata / López Cobos, Teatro Real (DVD)
- Verdi: Songs / Norah Amsellem, Lydia Jardon